# Ultra (muziek)
Ultra is een Nederlandse postpunk- en artpunkbeweging uit de vroege jaren 1980, ontstaan in Amsterdam. De vertegenwoordigers van het genre werden de ultra's genoemd, wat een afkorting is voor de ultramodernen.

## Beweging
In tegenstelling tot veel buitenlandse postpunkbewegingen werd er door de Nederlandse ultra-musici en -bands geëxperimenteerd met onder andere speelgoedinstrumenten, kettingzagen en vals gestemde gitaren. De naam is ontleend aan een serie concerten in jongerensociëteit Oktopus, aan de Amsterdamse Keizersgracht, die tussen september 1980 en maart 1981 onder de naam Ultra werd georganiseerd door Wally van Middendorp (van de band  Minny Pops en het platenlabel Plurex), Rob Scholte (van de band The Young Lions) en Harold Schellinx (tevens van de band The Young Lions en redacteur van tijdschrift Vinyl). De beweging heeft uitdrukkelijk een kunstzinnige uitstraling en veel van de deelnemers zaten dan ook op kunstacademies. De beweging was min of meer gelieerd aan het "moderne muziek"-tijdschrift Vinyl, dat niet alleen als spreekbuis voor de ultra-beweging fungeerde, maar ook de muziek van diverse ultrabands uitbracht op de flexidisc, een gratis grammofoonplaatje dat gratis met elk nummer van het tijdschrift verscheen. 

## Rijkweidte
De aandacht richtte zich voornamelijk op Amsterdamse bands, hoewel het een geheel Nederlands verschijnsel was. Zo kwamen enkele bands met een ander en origineel geluid uit de rest van Nederland. Voorbeelden hiervan zijn Mekanik Kommando (Nijmegen) en Nasmak (Eindhoven).
Er waren vier groepen betrokken bij ultra:
1. Nederlandse punkbands uit Amsterdam die experimentele muziek omarmden: met name The Ex en Morzelpronk , geleid door Dolf Planteijdt, die een opnamestudio runde met de naam Koeienverhuurbedrijf.
2. Amsterdamse kunststudenten: met name de Minny Pops onder leiding van Wally van Middendorp van het platenlabel Plurex ). Plurex ondersteunde ook het solowerk van Smalts en Stephen Emmer. Andere Amsterdamse ultrabands waren onder meer The Young Lions (1979 - 1981), Tox Modell (1980 - 1982), The Tapes (1977 - 1982) en Mecano .
3. Nijmegen: Mekanik Kommando , Bazooka , Vice en Puber Kristus /Das Wesen. Mekanik Kommando had twee bassisten en speelde elektronische muziek met een dromerige stijl.
4. Eindhoven: Nasmak en bevriende bands, die geïnteresseerd waren in repetitieve structuren, maar ook muziek produceerden die vloeiender en dansbaarder was dan de Amsterdamse ultrabands.

Muziek werd veelal op muziekcassette uitgebracht. Daarnaast verscheen vinyl meestal in ongebruikelijke formaten. Het belangrijkste overzichtswerk van de beweging is de C-90 cassette Ultra van het Amsterdamse platenlabel LeBeL PERIOD. In maart 2012 verscheen een heruitgave van de Ultra live in Oktopus-cassette op cd, bij een laatste, eenmalige editie van het tijdschrift Vinyl in 2012.

## Bands en musici
- Bazooka
- Stephen Emmer
- The Ex
- Fahrenheit 451
- Flibbert Gibbert
- Fritura All Stars
- The Gap
- Gdansk
- Interior
- Meat
- Mecano
- Mekanik Kommando
- Mick Ness
- Minioon
- Minny Pops
- Morzelpronk
- Nasmak

- Necronomicon
- Nexda
- Plus Instruments
- Puber Kristus
- Smalts
- Soviet Sex
- Steno
- Suspect
- The Tapes
- The Tits(zh)
- Tecnoville
- Tox Modell
- Vice
- Vincent 2
- Vitaal
- The Young Lions
- z'ev

## Werken
Bibliografie
- Harold Schellinx, ULTRA. Opkomst en ondergang van de Ultramodernen, een unieke Nederlandse muziekstroming (1978-1983), Lebowski Publishers, Amsterdam, 2012. ISBN 978 90 488 1240 0
- Dirk Polak. Mecano: een muzikaal egodocument. Lebowski Publishers, Amsterdam, 2011. ISBN 978-9048851751
- Oscar Smit. De Paradiso Punk Jaren Deel 4: 1979-1981 Nederpunk(s) En Ultra.Black Olive Press, Amstelveen,  2021. ISBN 9789072811271.
- Foster, R. (2020), Mapping Subcultures from Scratch: Moving Beyond the Mythology of Dutch Post-Punk.
- Richard Foster, “Afwijkende mensen.” Formulating perspectives on the Dutch ULTRA scene.  studenttheses Universiteit Leiden

In: van der Steen, B., Verburgh, T. (eds) Researching Subcultures, Myth and Memory. Palgrave Studies in the History of Subcultures and Popular Music. Palgrave Macmillan, Cham.
Discografie
- Ultra - Oktopus Amsterdam, C90 cassette (LeBeL PERIOD, Amsterdam 1981)
- Tox Modell - Parkhof 11.04.81 C30 cassette (LeBeL PERIOD, Amsterdam 1981)